# Urolepis singularis
Urolepis singularis är en stekelart som först beskrevs av William Harris Ashmead 1896.  Urolepis singularis ingår i släktet Urolepis och familjen puppglanssteklar. Inga underarter finns listade i Catalogue of Life.